# ティム・ホーナー
ティム・ホーナー（Tim Horner、本名：Timothy Lee Horner、1959年8月19日 - ）は、アメリカ合衆国のプロレスラー。テネシー州モリスタウン出身。
スピーディーなファイトスタイルの正統派ベビーフェイスとして、アメリカ南部を主戦場に活躍した。ブラッド・アームストロングとのタッグチーム、ライトニング・エクスプレス（The Lightning Express）での活動も知られる。

## 来歴
1979年のデビュー後はNWAの深南部テリトリーで活動。ジョージアではTVテーピングのスタジオ・マッチにおいて、ファビュラス・フリーバーズ、ダッチ・マンテル、ケビン・サリバン、ミスター・サイトー、トミー・リッチ、さらにはリック・フレアーなどのジョブ・ボーイを務めながらキャリアを積んだ。
1981年からはジム・クロケット・ジュニア主宰のミッドアトランティック・チャンピオンシップ・レスリングに転戦、8月29日にはレス・ソントンの保持していたNWA世界ジュニアヘビー級王座に挑戦した。1983年よりアラバマのサウスイースタン・チャンピオンシップ・レスリングに参戦。9月26日にチック・ドノバンを破り、NWA USジュニアヘビー級王座を獲得した。
1984年はジョージア地区に戻り、ジェイク・ロバーツ、ロード・ウォリアーズ、ボブ・ループ、テッド・デビアスらと対戦。11月4日、師匠格ボブ・アームストロングの息子であり、後に本格的にタッグチームを結成するブラッド・アームストロングと組んでテッド・オーツ&リップ・ロジャースからNWAナショナル・タッグ王座を奪取したが、負傷のため短期間でタイトルを返上している。
1985年8月、全日本プロレスに初来日。9月9日の米子市大会では、当時ジャパンプロレスに所属していた長州力とのシングルマッチが行われた。特別参加したハーリー・レイスやキラー・トーア・カマタのパートナーにも起用され、ジャイアント馬場&天龍源一郎ともタッグマッチで対戦。同じく初来日していたマーティ・ジャネッティとのコンビでもフレッシュなファイトを見せた。
1986年は古巣のアラバマにて、トム・プリチャードを相手にUSジュニアヘビー級王座を巡る抗争を展開。5月26日には、それぞれがパートナーと組んでのタッグマッチでフォールを取られたら王座陥落という特別ルーツの試合が行われ、ホーナーはブラッド・アームストロング、プリチャードはジェリー・スタッブスをパートナーに対戦。プリチャードをフォールして、同王座への通算6度目の戴冠を果たした。
以降はアームストロングと本格的にコンビを組んで各地で活動。チーム名はホーナーのニックネームであるホワイト・ライトニング（White Lightning）から、ライトニング・エクスプレス（The Lightning Express）と名付けられた。ミッドアトランティック地区ではザ・ラシアンズ（イワン・コロフ&クラッシャー・クルスチェフ）やミッドナイト・エクスプレス（デニス・コンドリー&ボビー・イートン）とも抗争。ビル・ワット主宰のUWFでは1987年5月17日、ヒール時代のスティング&リック・スタイナーからUWF世界タッグ王座を奪取、10月16日にザ・シープハーダーズ（ブッチ・ミラー&ルーク・ウィリアムス）に明け渡すまで戴冠した。その後も1988年はシープハーダーズ、ジャイブ・トーンズ（シャスカ・ワトレー&タイガー・コンウェイ・ジュニア）、新生ミッドナイト・エクスプレス（イートン&スタン・レーン）などのチームと抗争した。
ライトニング・エクスプレス解散後は、1988年末よりWWFに移籍。1989年1月23日にはニューヨークのマディソン・スクエア・ガーデンにおいてホセ・エストラーダから勝利を収めたが、選手層の厚いWWFでは活躍の機会に恵まれず、デビアス、リック・ルード、ランディ・サベージ、リック・マーテル、ブレイン・バスターズ（タリー・ブランチャード&アーン・アンダーソン）などヒールのスーパースターのジョバーを務めるにとどまった。
1990年6月より、スター・ブレイザー（The Star Blazer）なる覆面レスラーに変身して、かつての主戦場ミッドアトランティック地区のM&Aで発足していたWCWに登場。空中戦を主体としたベビーフェイスのマスクマンとして売り出されたが短期間で素顔に戻り、同時期にWCWで活動していたアームストロングとも再びコンビを組んだ。
1991年3月21日、当時WCWと提携していた新日本プロレスの東京ドーム大会『'91スターケードin闘強導夢』に出場。ブライアン・ピルマン&トム・ジンクと組んでの6人タッグマッチで、越中詩郎、小林邦昭、飯塚孝之組と対戦した。10月13日の再来日時には幕張メッセにおいて武藤敬司とのシングルマッチが行われた。新日本プロレスには同年12月にも参戦している。
1992年からはジム・コルネットが旗揚げしたスモーキー・マウンテン・レスリング（SMW）を主戦場に、バディ・ランデルやダーティ・ホワイト・ボーイと抗争。1993年2月8日にはナイトストーカーを破ってTV王座を獲得した。SMWでは1994年にケンドー・ザ・サムライ（Kendo the Samurai）なる侍ギミックの覆面レスラーにも一時変身している。同年11月には新日本プロレスへ3年ぶりに来日した。
1995年よりWCWに戻り、アームストロングとのストライク・フォースを再々結成。ブルー・ブラッズ（ロード・スティーブン・リーガル&アール・ロバート・イートン）、ハーレム・ヒート（スティービー・レイ&ブッカー・T）、フォー・ホースメンのフレアー&アンダーソンなどのチームと対戦した。1990年代後半からはセミリタイア状態となり、ベテランのジョバーとしてWCWのTVショーに単発出場していた。
2000年代からはインディー団体のリングに時折出場し、レジェンド選手のイベントではアームストロングとのコンビも復活させ、2006年3月17日にはプリチャード&テリー・テイラーを20秒で破った。アームストロングの死去後、2013年6月16日にテネシー州ノックスビルで行われたメモリアル・イベントにおいて、旧敵プリチャードと組んでボブ・オートン・ジュニア&ジョージ・サウスから勝利を収めた。

## 得意技
- ローリング・クレイドル[3]
- ダイビング・ワンハンド・ブルドッグ
- ダイビング・クロス・ボディ
- スペース・ローリング・エルボー

## 獲得タイトル
サウスイースタン・チャンピオンシップ・レスリング
- NWA USジュニアヘビー級王座：6回[7]

チャンピオンシップ・レスリング・フロム・ジョージア
- NWAナショナル・タッグ王座：1回（w / ブラッド・アームストロング）[9]

ユニバーサル・レスリング・フェデレーション
- UWF世界タッグ王座：1回（w / ブラッド・アームストロング）[15]

スモーキー・マウンテン・レスリング
- SMWビート・ザ・チャンプTV王座：2回[23]